# Amanita arctica
Amanita arctica är en svampart som tillhör divisionen basidiesvampar, och som beskrevs av Bas, Knudsen och T. Borgen. Amanita arctica ingår i släktet flugsvampar, och familjen Amanitaceae. Arten är reproducerande i Sverige.